# ズザンナ・マルガレータ・ブラント

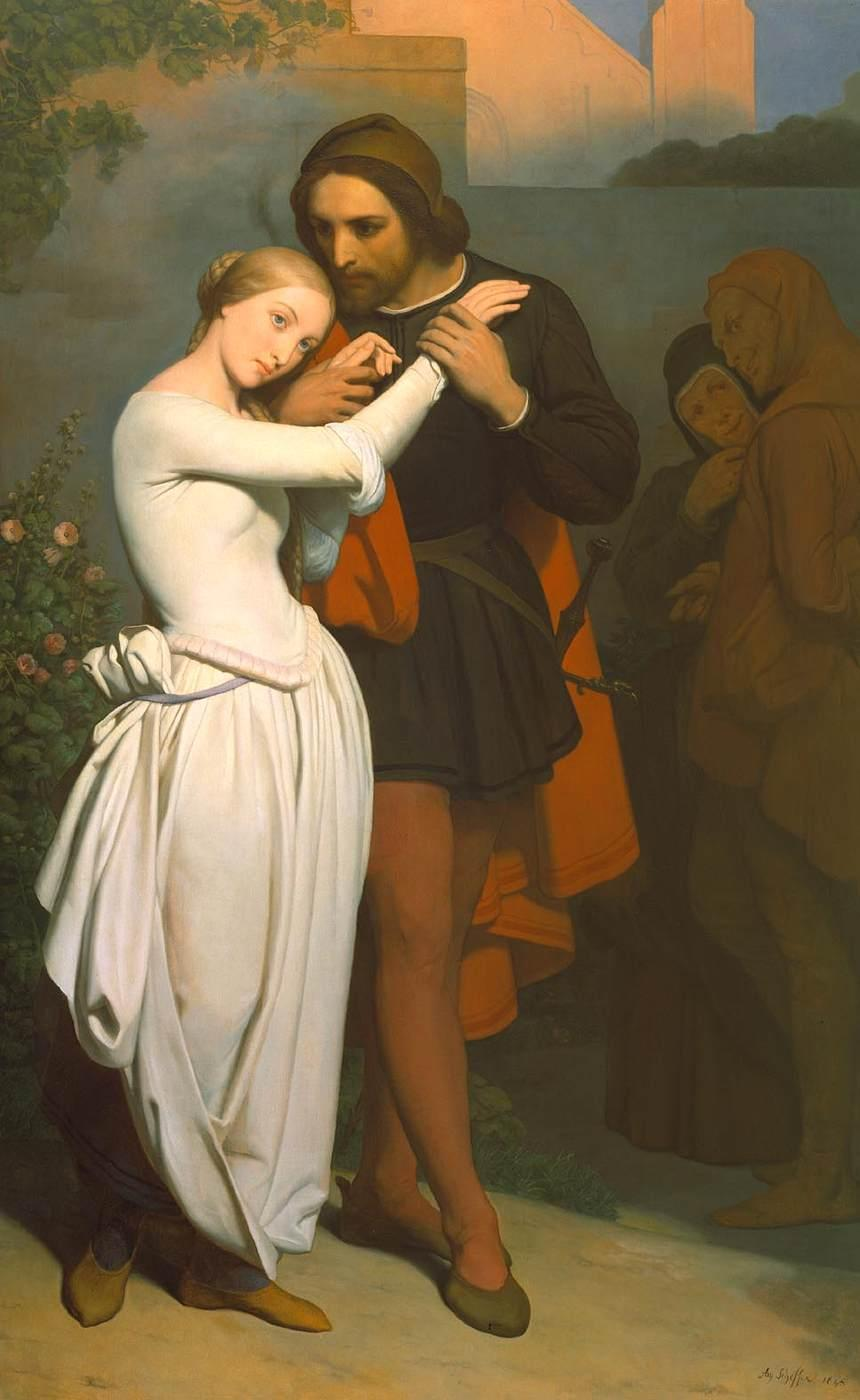
ズザンナ・マルガレータ・ブラント

ズザンナ・マルガレータ・ブラント（Susanna Margaretha(e) Brandt, 1746年2月8日 - 1772年1月7日）は、ドイツ・フランクフルトの人物。ゲーテの代表作『ファウスト』のヒロイン・マルガレーテ（グレートヒェン）のモデルと1770年代に起こった嬰児殺害事件の2つでその名が知られている。

## 事件以前
兵隊の娘に産まれたズザンナは両親の死後、フランクフルトの居酒屋で働き出した。その性格は信仰心が厚く、接客態度が愛想良く、純朴で、新教への信仰に厚かったとされている

## 嬰児殺害事件の概要
1770年11月のある夜、ズザンナは仕事上の相手をした客の1人に睡眠薬入りのワインを飲まされた上で弄ばれてしまい、その数ヵ月後、ズザンナの働く居酒屋の周辺の女達の間でズザンナの妊娠が噂となり、その妊娠を自覚したズザンナは、当時重罪であった父なし子を身篭るという罪を自覚してその日以来、人目を忍んで路地裏の聖母マリア像に祈るようになった
そして1771年8月1日、ズザンナは一人の嬰児を出産するが、すぐにその場にあった桶で男児を殺害し、遺体を隠すとその翌日に逃亡するが、それから間もなくフランクフルトに戻って逮捕された。
1772年1月7日、裁判の末にズザンナは死刑宣告を受け、その1週間後の1月14日に刑が執行された。

## 参考資料
- 大澤武男 著 『『ファウスト』と嬰児殺し』 新潮社 1999年